# Хайр ад-Дин аз-Зирикли
Хайр ад-Дин аз-Зири́кли (араб. خير الدين الزِّرِكْلي‎) — арабский националист, писатель, поэт, журналист и историк курдского происхождения, занимавший различные должности в правительстве эмирата Трансиордания и внешнеполитическом ведомстве королевства Саудовская Аравия. Автор 8-томного биографического словаря «Аль-Алам» («Выдающиеся люди»).

## Биография

### Имя и происхождение
Согласно автобиографии, его полное имя: Хайр ад-Дин ибн Махмуд ибн Мухаммад ибн Али ибн Фарис аз-Зирикли ад-Димашки (араб. خير الدين بن محمود بن محمد بن علي بن فارس الزركلي الدمشقي‎). Нисба «аз-Зирикли» может происходить от искажённого названия секты азракитов (аль-Азраки → аз-Зирикли) или какого-то курдского племени. Из-за ошибочного прочтения арабских огласовок, в русскоязычной литературе иногда называется как аз-Заркали. Возможны и другие варианты ошибочного прочтения: аз-Заракли, -Зарикли, -Зерекли, -Зурукли.

### Ранние годы
Аз-Зирикли родился в ночь на 9 зуль-хиджа 1310 года по хиджре (25 июня 1893 года) в Бейруте. Его отец был курдского происхождения, занимался торговлей, мать — арабка. Оба были родом из Дамаска.
Аз-Зирикли начальное образование получил в одном из медресе Дамаска, увлекался чтением литературы. Затем он успешно сдал вступительные экзамены и поступил на учёбу в медресе «аль-Хашимия». Его учителями были: Мухаммад Джамалуддин аль-Касими, Ибн Бадран ад-Димашки, Тахир аль-Джазаири, Мухаммад Курд Али, Абу-ль-Хайр Мухаммад аль-Майдани. В 1912 году он получил диплом об окончании медресе с подписью османского султана Мехмеда V.
В это время аз-Зирикли занялся изданием еженедельного журнала «аль-Асмаи» (араб. الأصمعي‎). Правительству Османской империи не понравилось опубликованное в журнале изображение Мамуна с подписью «арабский халиф» и издание было прекращено. Затем аз-Зирикли перебрался в Бейрут и поступил на светский факультет на отделение французского языка, а после там же преподавал историю и литературу.

### Первая мировая война и создание эмирата Трансиордания
С началом Первой мировой войны аз-Зирикли вернулся в Дамаск. После войны, в 1918 году совместно с другом занялся изданием ежедневной газеты «Лисан аль-араб» («Язык арабов»). Затем он закрыл эту газету и принял участие в создании другой ежедневной газеты — «аль-Муфид» («Полезный»). Аз-Зирикли начал подготавливать к изданию свой первый сборник стихов под названием «’Абс аш-шабаб» (араб. عبث الشباب‎ — «Юношеская забава»), но рукопись книги была утеряна во время пожара.
После взятия Дамаска французами в 1920 году аз-Зиркили отправился сначала в Палестину, затем в Египет, а затем в Хиджаз (совр. Саудовская Аравия). Французские власти заочно приговорили его к смертной казни и конфисковали всё имущество из-за сатирических стихов. В 1921 году аз-Зирикли получил гражданство Хиджаза. Король Хусейн ибн Али уполномочил его помочь своему сыну, принцу Абдалле, который направлялся в Трансиорданию. Аз-Зирикли отправился в Египет, а затем в Иерусалим и сопроводил отряд Абдаллы до Аммана, где он стал эмиром Трансиордании.
В 1921—1923 годах аз-Зирикли занимал должность инспектора общего образования и руководителя дивана председателей правительства Трансиордании. После прекращения преследования со стороны французов у него появилась возможность отправиться в Дамаск и вернуться с семьёй в Амман. Недовольный политикой эмира Абдаллы, к концу 1923 году аз-Зирикли отправился в Каир, где открыл типографию «аль-Арабия» и издал несколько своих книг. Его стихи, апеллирующие к национальному чувству арабов, оказали большое влияние на Арабский мир и Сирию в частности. После восстания в 1925 году французы вновь заочно приговорили аз-Зирикли к смертной казни. Из-за ухудшившегося здоровья, в 1927 году он был вынужден продать свою типографию в Каире.

### На службе у Саудитов
Около трёх лет аз-Зирикли провёл в отдыхе, в течение которого по приглашению посетил Хиджаз, который к тому моменту был под властью Саудитов. В 1930 году он отправился в Иерусалим, где вместе с двумя друзьями открыл ежедневную газету «аль-Хаят» («Жизнь»), которая вскоре была закрыта правительством англичан. После этого он отправился в Яффу, где был начат выпуск другой такой же газеты.
В это время аз-Зирикли поступило предложение занять пост в правительстве Саудовской Аравии, но он ответил отказом. В 1934 году саудиты предложили ему возглавить представительство Саудовской Аравии в Египте и аз-Зирикли прекратил работу над газетой и отправился в Каир. После основания Лиги арабских государств аз-Зиркили стал одним из двух уполномоченных представителей саудовской Аравии в этой организации.
В 1946 году аз-Зирикли начал работать в управлении Министерства иностранных дел Саудовской Аравии в Джидде, позднее был назначен вместе с Юсуфом Ясином заместителем министра иностранных дел. В 1951 году назначен постоянным представителем при Лиге арабских государств. В Египте, помимо официальной деятельности, занялся изданием биографического словаря о выдающихся личностях («Аль-Алам»).
В 1957 году аз-Зирикли был назначен послом Саудовской Аравии в Марокко. После трёх лет в этой должности состояние его здоровья ухудшилось. Он был вызван в Эр-Рияд, где получил бессрочный отпуск. После этого он перебрался в Бейрут, где к 1970 году подготовил к изданию свою книгу о жизни короля Абдул-Азиза ибн Сауда.
Хайр ад-Дин аз-Зирикли скончался 3 числа месяца зуль-хиджа 1397 года по хиджре (25 ноября 1976 года) в городе Каир.

## Членство в научных учреждениях и путешествия за рубеж
В 1930 году аз-Зирикли стал членом Академии арабского языка в Дамаске, в 1946 году — член Академии арабского языка в Каире, в 1960 году — член Академии наук Ирака в Багдаде.
Первое путешествие за пределы Арабского мира аз-Зирикли совершил в 1946 году в Англию и Францию. В 1947 году он посетил США, в течение 7 месяцев побывал в Калифорнии, Вашингтоне, Нью-Йорке и др. местах. В 1954 в качестве визиря посетил столицу Греции Афины, откуда вернулся через Стамбул, Алеппо и Бейрут в Каир. 1955 году аз-Зиркили посетил Тунис. Кроме перечисленного он побывал в Италии, Швейцарии и Турции.

## Семья
У аз-Зирикли был сын по имени аль-Гайс и три дочери: Ламис, Тарифа и Хаят.